# Скала на Кинси
Скалата на Кинси е 7-точкова ликъртова скала за оценка или самооценка, опитваща да опише сексуалната история или активност на човек към даден момент. Скалата използва степените от 0 (изключително хетересексуален тип активност) до 6 (изключително хомосексуален тип активност), за да оцени сексуалното поведение съответно от изключително хетеросексуален до изключително хомосексуален тип активност, където 3 е идеалната среда или бисексуалността. И в двата тома на Докладите на Кинси, е добавена една допълнителна степен, наречена "X", с която се обозначава асексуалността. Метода е публикуван първоначално в „Сексуално поведение при мъжете“ (1948) от Алфред Кинси, Уордел Померой и колектив, а след това е доразвит в последващата „Сексуално поведение при жените“ (1953).

## Общи положения
При представяне на скалата Кинси пише:
| “                                     | Мъжете не са представени само в две обособени категории – хетеросексуална и хомосексуална. Светът не трябва да се дели на овце и кози. Основен принцип в таксономията е, че природата рядко създава строго обособени категории... Живият свят е един континуум във всеки един аспект. Наблюдавайки наличие на преливане между отделните степени на изключително хетерсексуално към изключително хомосексуално поведение, е необходимо да се създаде някакъв вид класификация базирана на относителния дял на хетеросексуалното към хомосексуалното поведение на индивида, за даден времеви интервал [...] За всеки индивид може да се определи позиция в тази скала, за всеки период от живота му. [...] Седем степенната скала показва многото вариации които реално съществуват. | ” |
| —Kinsey, et al. (1948). pp. 639, 656) | |   |

Днес много сексолози намират скалата на Кинси за добра по отношение на сексуалната ориентация, но не достатъчно добра и пълна по отношение на всички съществуващи състояния на сексуалната идентичност. Те подчертават, че сексуалната идентичност включва поне три ключови елемента, като сексуалната ориентация е само единият от тях (другите два според тях са биологичният пол и половата идентичност).
Съществуват и други подобни проучвания и скали. В едно от тях например на изследвания се задава въпрос от рода на: "Ако 0 е напълно хомосексуална ориентация, а 10 е напълно хетеросексуална ориентация, какво ще бъде твоето число?" През 1978 Клайн въвежда метод базиран на скалата на Кинси, който обаче включва много повече критерии за оценка.

## Таблица на скалата
Скалата на Кинси е както следва:
| Степен | Описание                                                                      |
| ------ | ----------------------------------------------------------------------------- |
| 0      | Изключително хетеросексуален тип активност.                                   |
| 1      | Предимно хетеросексуален тип активност, с инцидентна хомосексуална активност. |
| 2      | Предимно хетеросексуален тип активност, с честа хомосексуална активност.      |
| 3      | Хетеросексуален и хомосексуален тип активност, разпределени по равно.         |
| 4      | Предимно хомосексуален тип активност, с честа хетеросексуална активност.      |
| 5      | Предимно хомосексуален тип активност, с инцидентна хетеросексуална активност. |
| 6      | Изключително хомосексуален тип активност.                                     |
| X      | Асексуален тип активност.                                                     |

## Данни

### Докладите на Кинси
- Мъже: 11,6% от белите мъже на възраст 20–35 години са получили оценка 3-та степен по тази скала, за периода от живота им в който е проведено проучването.[5] Проучването показва и че 10% от мъжете в него са били "повече или по-малко с изключително хомосексуален тип активност (5-а и 6-а степен) за поне три години във възрастта 16-55 години".[6]
- Жени: 7% от самотните жени на възраст 20–35 години и 4% от разведените жени на възраст 20–35 години са получили оценка 3-та степен по скалата, за периода от живота им в който е проведено проучването.[7] От 2 до 6% от жените на възраст 20–35 години, са имали оценка 5-а степен по скалата[8] а от 1 до 3% неомъжените жени на възраст 20–35 години – 6-а степен по скалата.[9]